# Sender Landeck 1
Der Sender Landeck ist eine Sendeanlage der ORS auf dem Krahberg im Gemeindegebiet von Zams für UKW und TV. Als Antennenträger wird ein freistehender, 80 Meter hoher Stahlfachwerkturm verwendet. In den einschlägigen Senderlisten wird der Berg auch fälschlicherweise mit dem alten Namen des Gipfels als Grabberg bezeichnet.

## Frequenzen und Programme

### Analoger Hörfunk (UKW)
Die UKW-Radioprogramme des ORF werden gerichtet gesendet: Die privaten Programme werden von der Seilbahnstation (Landeck 3) aus gesendet.
| Frequenz (MHz) | Programm         | RDS PS    | RDS PI | Regionalisierung | ERP (kW) | Antennendiagramm rund (ND)/gerichtet (D) | Polarisation horizontal (H)/vertikal (V) |
| -------------- | ---------------- | --------- | ------ | ---------------- | -------- | ---------------------------------------- | ---------------------------------------- |
| 90,1           | Ö1               | __OE_1__  | A201   | –                | 0,15     |                                          | H                                        |
| 93,9           | Radio Tirol      | ORF Tirol | AA0A   | –                | 0,15     |                                          | H                                        |
| 98,4           | FM4              | __FM4___  | A213   | –                | 0,15     |                                          | H                                        |
| 101,6          | Radio U1 Tirol   | U1*TIROL  | AA54   | –                | 0,4      |                                          | H                                        |
| 102,6          | Hitradio Ö3      | __OE_3__  | A203   | –                | 0,15     |                                          | H                                        |
| 104,3          | Radio Austria    | -AUSTRIA  | A3E0   | Tirol/Vorarlberg | 0,4      |                                          | H                                        |
| 106,0          | Life Radio Tirol | _*LIFE*_  | AA40   |                  | 0,89     |                                          | H                                        |
| 107,6          | Kronehit         | kronehit  | A3FF   | Tirol            | 0,35     |                                          | H                                        |

Digitaler Hörfunk (DAB+): Seit 11. Dezember 2019 wird der Österreichische Bundesmux im Kanal 5B gesendet.
In diesem Block erfolgt noch kein Gleichwellenbetrieb mit dem Sender Zugspitze.

### Digitales Fernsehen (DVB-T, DVB-T2)
In DVB-T und DVB-T2 werden folgende Programme ausgestrahlt:
| Kanal | Frequenz (in MHz) | Multiplex                   | Programme im Multiplex | ERP (in kW)     | Polarisation horizontal (H) / vertikal (V) | Modulations- verfahren | FEC | Guard- intervall | Bitrate (in MBit/s) | Gleichwellennetz (SFN) |
| ----- | ----------------- | --------------------------- | --- | --------------- | ------------------------------------------ | ---------------------- | --- | ---------------- | ------------------- | --- |
| 49    | 698               | ORS-Bouquet A Tirol         | - ORF eins - ORF 2 Wien - ORF 1 HD - ORF 2 Tirol HD - ORF 2 Vorarlberg HD - ORF 2 Kärnten HD - ORF III HD - ORF SPORT + HD     | 2,5             | H                                          | 16-QAM                 | 3/4 | 1/4              | 14,93               | Zugspitze, Reutte (Hahnenkamm), Leutasch, Bregenz (Pfänder), Seefeld (Tirol), Holzgau, Ötz (Tirol), Imst, Gries im Sellrain, Landeck, St. Leonhard im Pitztal, Sankt Jodok, Gries/Brenner, Mittelberg (Gundkopf), Galtür, Pfunds |
| 27    | 522               | ORS-Boquet B X3             | - ATV HD - ServusTV HD - RTL HD - 3sat HD - HGTV - Puls 4 - ATV2 - ZDFinfo                                                     | 4,4668 (max.16) | H                                          |                        |     |                  |                     | |
| 34    | 578               | ORS-Boquet C Tirol Oberland | - Kabel TV Imst - OTV HD - Landeck TV - Tirol tv                                                                               | 0,3981          | V                                          | 16-QAM                 | 2/3 | 1/8              | 14,75               | |
| 42    | 642               | MUX F                       | - Sat.1 HD - ProSieben HD - Puls 4 HD - VOX HD - Disney Channel - CNN - Deluxe Music - NDR Fernsehen (Niedersachsen) - Puls 24 | 4               | H                                          |                        |     |                  |                     | |
| 29    | 538               | MUX E                       | - Das Erste HD - ZDF HD - ZDFneo HD - KiKA - RTL II - Sixx - kabel eins - Eurosport - Playboy TV - Sport1                      | 4,4668          | H                                          |                        |     |                  |                     | |
| 32    | 562               | MUX D                       | - BR Fernsehen Süd HD - Arte HD - Sat.1 Gold - Super RTL - n-tv - DMAX - RTL Nitro - RTL Plus - Nickelodeon - Phoenix - One    | 4,4668          | H                                          |                        |     |                  |                     | |